# Tolkien e o mundo clássico

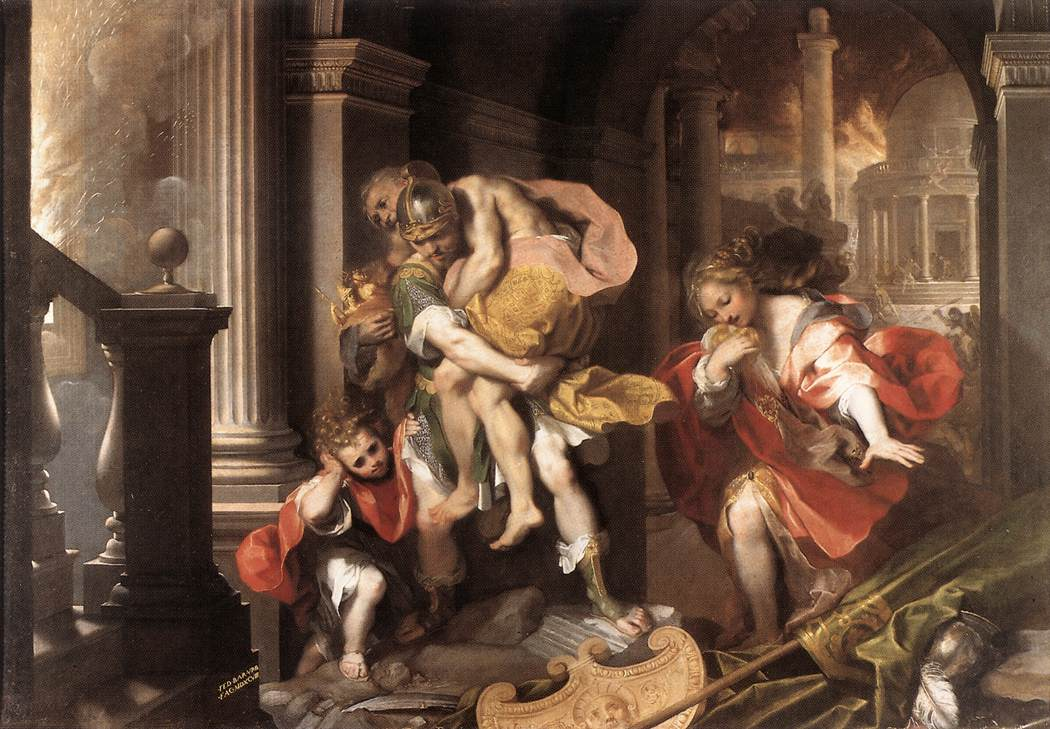
Na lenda romana, Eneias escapa da destruição de Troia, enquanto no legendarium de Tolkien, en foge de Númenor.
Pintura Aeneas Flees Burning Troy por Federico Barocci, 1598.

J. R. R. Tolkien inspirou-se em diversas fontes para criar os personagens, histórias, lugares e línguas da Terra Média, especialmente influências  medievais. A relação entre Tolkien e o mundo clássico foi destacada por estudiosos e pelo próprio Tolkien. Entre as influências sugeridas estão os temas clássicos predominantes de  intervenção divina e declínio e queda; o esplendor da ilha perdida de Númenor, semelhante a Atlântida; a queda de Gondolin [en], comparável a Troia; a cidade de pedra de Minas Tirith em Gondor, reminiscentes da Roma; anéis mágicos [en] com paralelos ao Um Anel; e ecos da história de  Lúthien e Beren com o mito de Orfeu descendo ao submundo. Outras conexões possíveis foram apontadas por estudiosos.
Tolkien afirmou que desejava criar  uma mitologia evocativa da Inglaterra, e não da Itália. Pesquisadores observaram que elementos de sua obra, como as plantas de Ithilien, são claramente mediterrâneos, mas não especificamente clássicos.
A ficção de Tolkien alcançou um novo público com a adaptação cinematográfica de O Senhor dos Anéis por Peter Jackson. Isso, por sua vez, influenciou a representação do mundo clássico em filmes posteriores, como Tróia de 2004.

## Contexto
J. R. R. Tolkien foi um acadêmico de literatura inglesa, filólogo e medievalista interessado em linguagem e poesia da Idade Média, especialmente da Inglaterra anglo-saxã e do norte da Europa. Seu conhecimento profissional de obras como Beowulf moldou seu mundo fictício da Terra Média, incluindo o romance de fantasia O Senhor dos Anéis. Isso não o impediu de utilizar fontes clássicas. O mundo clássico é definido como "a história, literatura, mitos, filosofia e sociedade da Grécia e Roma antigas". Argumenta-se que, como a mitologia de Tolkien era predominantemente medieval, ele precisava de um cenário clássico para proporcionar uma adequada sensação de profundidade histórica [en].

## Temas clássicos

### Declínio e queda

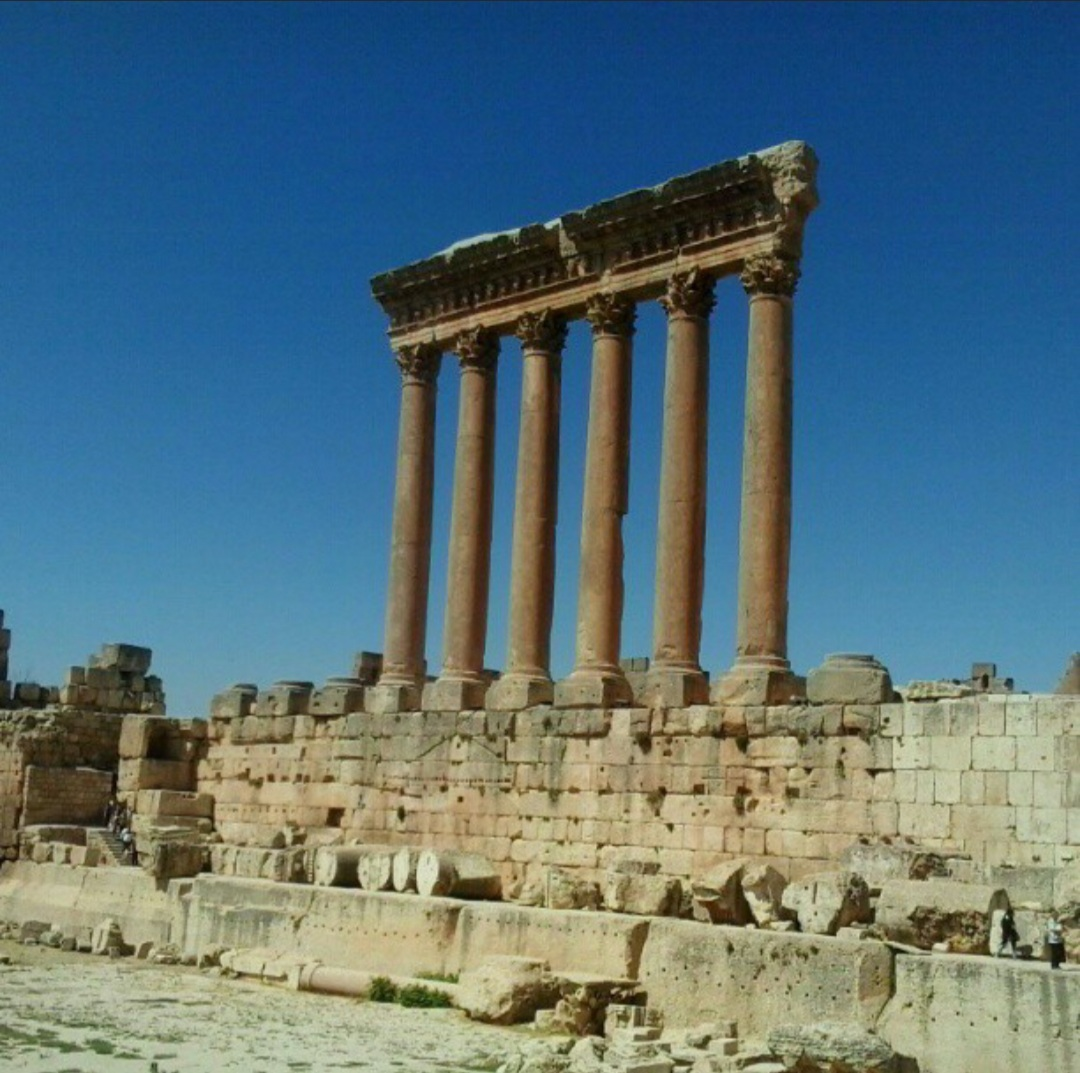
Declínio e queda: as ruínas da cidade romana de Balbeque.

O classicista Giuseppe Pezzini observa que "narrativas de declínio" são comuns na literatura da Grécia antiga e da Roma. Isso é evidente nas obras de Hesíodo e Ovídio. Pezzini identifica o declínio do mundo de Tolkien, Arda, desde sua Primeira Era, "repleta de alegria e luz", até a "penumbra" da Terceira Era, como um eco do tema clássico de declínio a partir da Idade de Ouro. Ross Clare analisa como as crônicas de Tolkien sobre o declínio e queda do paraíso insular de Númenor podem ter sido influenciadas por estruturas clássicas de declínio e queda, conforme apresentadas pelos historiadores Heródoto, Tucídides e Suetônio. Clare identifica o declínio ateniense como um processo de três estágios, semelhante ao de Númenor. Hamish Williams [en] considera a narrativa de declínio e queda em Númenor como um exercício de pensamento que remete aos argumentos filosóficos de Platão, onde virtudes e ideais (como sofocracia, moderação e piedade) são enfatizados por meio de sua perda.
Tolkien incorporou um processo de declínio e queda na Terra Média em O Silmarillion e O Senhor dos Anéis. Esse padrão é expresso de várias formas, incluindo a fragmentação da luz proporcionada pelo Criador, Eru Ilúvatar, em partes progressivamente menores; a fragmentação de línguas e povos, especialmente os Elfos, que são divididos em vários grupos; e as sucessivas quedas, começando com a do espírito angélico Melkor, seguida pela destruição das duas Lâmpadas da Terra Média, dos Duas Árvores de Valinor e, por fim, a queda cataclísmica de Númenor. O uso desse tema por Tolkien não é exclusivamente clássico; O Senhor dos Anéis compartilha a sensação de destruição iminente presente na Mitologia nórdica, onde até os deuses perecem em Ragnarok. O Senhor do Escuro Sauron pode ser derrotado, mas isso implicará no esvanecimento e partida dos Elfos, deixando o mundo para os Homens, que o industrializarão e poluirão, algo que Tolkien lamentava.

### Intervenção divina
Pezzini argumenta que o padrão de intervenção divina em O Silmarillion e O Senhor dos Anéis ecoa o encontrado em épicos clássicos, como os de Homero, do século VIII a.C., e Virgílio, do século I a.C.; Tolkien relacionou diretamente O Senhor dos Anéis a esses poemas em uma de suas cartas. Ele observa que Tolkien comparou seus Valar aos "deuses da mitologia 'tradicional' 'superior'" – ou seja, os panteões romano ou grego, e, em certa medida, os Æsir da Mitologia nórdica – embora com diferenças claras. Em sua obra inicial The Cottage of Lost Play, ele equiparou os deuses clássicos aos Valar. Pezzini escreve que, em O Silmarillion,
| “ | os Valar são, de fato, deuses épicos completos: falam, sofrem, desejam, lutam e, acima de tudo, deliberam sobre os destinos de elfos e humanos (em conselhos [semelhantes aos] de Homero e Virgílio) e interagem com eles para realizar seus planos providenciais (individuais ou coletivos). | ” |

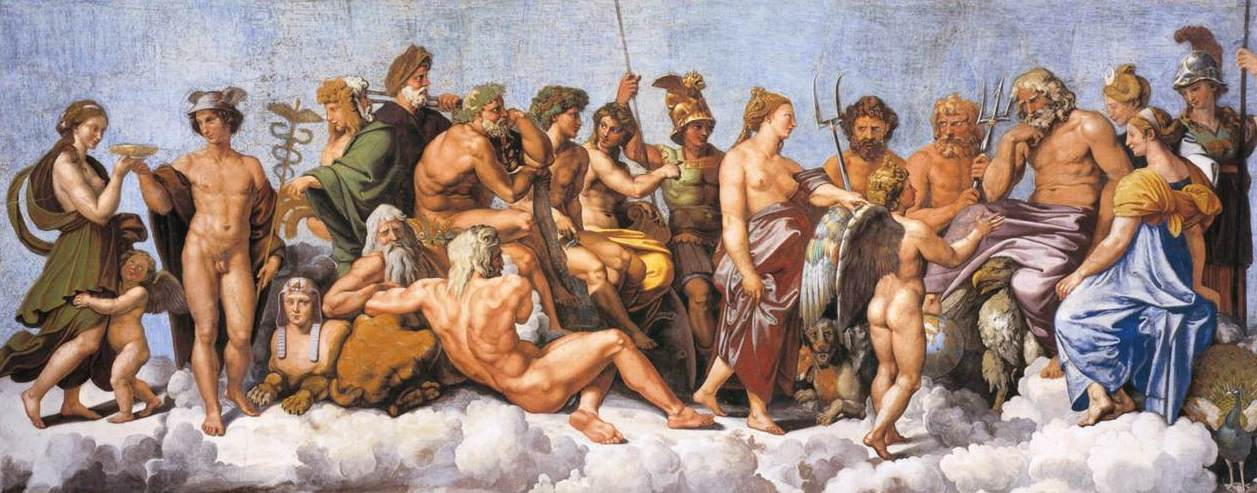
Como o panteão de deuses gregos, os Valar de Tolkien se comportam como um grupo e agem na Terra Média por meio do que parece ser sorte ou destino.

Assim como nas interações dos deuses clássicos com mortais, as interações dos Valar com a Terra Média podem assumir várias formas: aparições diretas ou teofanias; por meio de mensageiros, como o mago Gandalf, enviado pelos Valar; através de entidades na natureza, como águias ou névoas; por sonhos; por inspiração; e, possivelmente, por presságios. Pezzini observa que a abordagem de Tolkien, na qual "as mensagens dos deuses podem ser apresentadas como advertências, e não ameaças ou ordens, e, acima de tudo, podem ser ignoradas por personagens não divinos, são cenários incomuns no épico clássico". Outras diferenças incluem o fato de que, quando os Valar intervêm, geralmente o fazem de forma explícita, ao contrário dos deuses clássicos; e o fazem por um "desejo de comunhão", ausente nas narrativas clássicas. Pezzini comenta, ainda, que a inspiração divina é geralmente positiva nas obras de Tolkien, mas negativa nas narrativas clássicas.
| Tipo                              | Exemplos clássicos da Eneida                                              | Exemplos da Terra Média em O Silmarillion                                     |
| --------------------------------- | ------------------------------------------------------------------------- | ----------------------------------------------------------------------------- |
| Teofania                          | Mercúrio aparece para Enéias                                              | Ulmo aparece para Turgon e Tuor                                               |
| Por meio de mensageiros           | Júpiter envia ordens a Enéias por meio de Mercúrio                        | Ulmo envia Tuor para avisar Gondolin                                          |
| Por meio de entidades na natureza | Juno organiza uma tempestade para reunir Dido e Enéias                    | Manwë envia Thorondor, Rei das Águias, para ajudar Fingon a resgatar Maedhros |
| Por meio de sonhos                | Mercúrio aparece para Enéias em um sonho, dizendo-lhe para deixar Cartago | Ulmo avisa Turgon e Finrod em sonhos                                          |
| Por meio da inspiração            | Júpiter inspira Dido a ser hospitaleira com Enéias                        | Ulmo inspira Tuor a deixar a terra de seu pai                                 |

Os Valar também intervêm em O Senhor dos Anéis, mas sempre de forma sutil. Pezzini cita como exemplo o ferimento do capitão Orc Grishnákh por uma flecha fatídica na escuridão, seguido logo após por sua morte.
| Componente                             | Eneida                                        | O Senhor dos Anéis                                                                                  |  |
| -------------------------------------- | --------------------------------------------- | --------------------------------------------------------------------------------------------------- |  |
| Evento                                 | Enéias é ferido por uma flecha                | Grishnákh é ferido por uma flecha e, em seguida, é morto com uma lança                              |  |
| Uma flecha é enviada, de forma ambígua | “desconhecia que chance ou que deus” (12.321) | “Foi mirado com habilidade, ou guiado pelo destino”                                                 |  |
| Agente implícito                       | Uma divindade                                 | Os Valar                                                                                            |  |
| Finalidade                             | A própria divindade                           | Para proteger os humildes mortais, de modo a cumprir o desígnio dos “Valar, sob o comando do único” |  |

## Paralelos específicos

### Númenor-Atlântida
O relato de declínio do século IV a.C. de Platão em Crítias, que descreve a passagem da "magnificência decadente" de Atlântida para a vida cotidiana de Atenas, está "inequivocamente e intimamente" ligado a Númenor de Tolkien, já que o próprio Tolkien fez essa comparação e chegou a escrever sobre "Númenor-Atlântida" em suas cartas. Ele considerou usar essa ideia em um romance de viagem no tempo [en]. A destruição de Númenor valeu-lhe o nome em Quenya Atalantë, "a Caída"; Tolkien descreveu a criação desse nome, uma alusão adicional a Atlântida, como uma feliz coincidência quando percebeu que a raiz quenya talat- ("cair") poderia ser incorporada a um nome para Númenor.

O comentarista Charles Delattre afirma que a história de Númenor de Tolkien é uma reinterpretação do mito de Atlântida, a única ilha submersa na literatura antiga. Vários detalhes se alinham: Númenor começou como um mundo perfeito, geometricamente planejado para refletir seu equilíbrio e harmonia; é rica em minerais valiosos; e possui um poder incomparável, com uma frota poderosa capaz de projetar controle muito além de suas costas, semelhante à Atenas antiga. O orgulho de Númenor, escreve Delattre, também reflete a húbris da Atlântida de Platão; e sua queda remete à destruição de Atlântida.

Mapa de Arda na Segunda Era, mostrando Númenor no Grande Mar, Belegaer, entre Aman e a Terra Média.
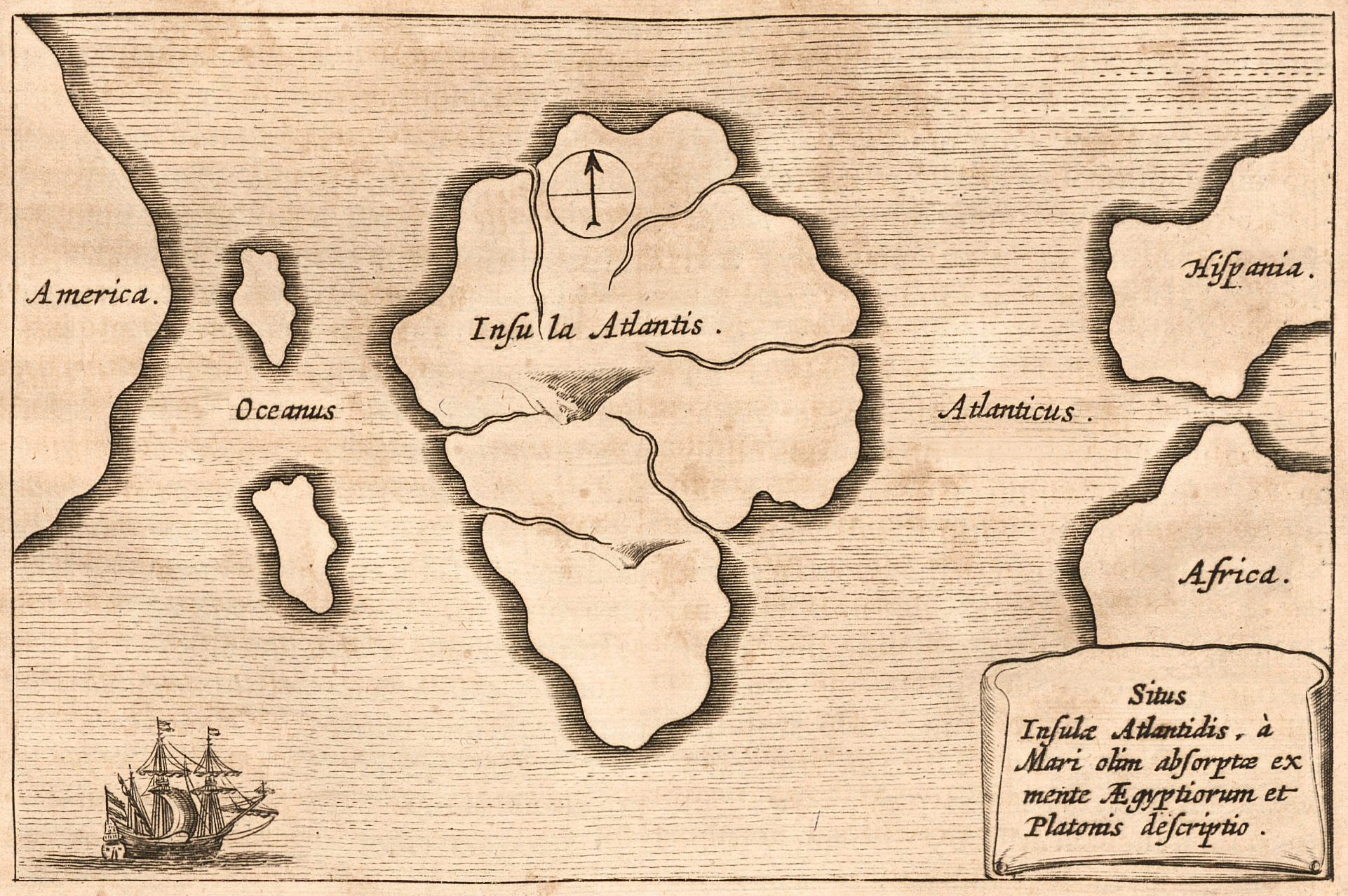
Tolkien escreveu sobre Númenor como Atlântida.[T 5] O mapa de Athanasius Kircher de 1669 (aqui, invertido para colocar o Norte no topo) coloca Atlântida entre a América e a Europa (Hispânia, Espanha)

Michael Kleu observa que Tolkien fez um "uso lúdico dos mitos gregos relacionados a Atlas", possivelmente incluindo tradições pré-platônicas. Kleu comenta que essa ludicidade se estende, em The Notion Club Papers [en], a fazer a versão de Platão, com 2.000 anos, derivar da "verdadeira" Queda de Númenor, que, na cronologia de Tolkien, ocorreu cerca de 7.000 anos antes de Platão.
| Componente   | Atlântida                                                          | Númenor                                                            |
| ------------ | ------------------------------------------------------------------ | ------------------------------------------------------------------ |
| Local        | No oceano a oeste da Europa                                        | No oceano a oeste da Terra Média                                   |
| Recursos     | “extraordinariamente frutífero e rico em recursos e vida selvagem” | “extraordinariamente frutífero e rico em recursos e vida selvagem” |
| Geometria    | Uma montanha no centro da ilha, com um templo em seu topo          | Uma montanha no centro da ilha, com um templo em seu topo          |
| Templo       | Um templo gigante para Poseidon, coberto de prata                  | Um templo gigante para Melkor, com telhado de prata                |
| Primeiro Rei | Atlas, nascido dos imortais (o Titã Jápeto e o Oceânides Ásia)     | Elros, descendente de imortais Elfos e Maiar                       |
| Civilização  | Maior potência marítima, conquistando terras no leste              | Maior potência marítima, conquistando terras no leste              |
| Declínio     | A decadência moral e a arrogância levam à destruição da ilha       | A decadência moral e a arrogância levam à destruição da ilha       |
| Destruição   | A frota afunda, os soldados são engolidos pela terra               | A frota afunda, os soldados são engolidos pela terra               |

### Gondolin-Troia
Estudiosos de Tolkien compararam a queda de Gondolin ao saque de Troia, observando que ambas as cidades eram famosas por suas muralhas e comparando a narrativa de Tolkien à Eneida de Virgílio. Ambas possuem estruturas narrativas emolduradas, situadas muito depois dos eventos que narram; ambas envolvem "deuses" (os Valar de Tolkien) na ação; e ambas incluem uma fuga. David Greenman compara as ações dos heróis de Tolkien em suas jornadas com as de Eneias e Odisseu.
| Evento                                             | Herói clássico de missões                       | Protagonistas de O Senhor dos Anéis         |
| -------------------------------------------------- | ----------------------------------------------- | ------------------------------------------- |
| Fuga dos destroços de um reino, criação de um novo | Enéias, escapando das ruínas de Troia           | Tuor na queda de Gondolin                   |
| Retorno ao lar devastado, limpá-lo                 | Odisseu em seu retorno a Ítaca, há muito adiado | Os quatro Hobbits em "O Expurgo do Condado" |

Greenman compara e contrasta o papel de  Idril na história com Cassandra e Helena de Troia, duas figuras femininas proeminentes nas narrativas da Guerra de Troia: como a profetisa, Idril teve um pressentimento de perigo iminente, e, como Helena, sua beleza desempenhou um papel central ao instigar a traição de Maeglin contra Gondolin, que acabou levando à sua queda e ruína. Por outro lado, Greenman observa que o conselho de Idril para implementar um plano de contingência com uma rota de fuga secreta foi seguido por seu povo, ao contrário do aviso de Cassandra, que foi ignorado; e que Idril sempre rejeitou as investidas de Maeglin e permaneceu fiel a Tuor, diferentemente de Helena, que deixou seu marido, o rei Menelau de Esparta, pelo príncipe Páris de Troia.
Alexander Bruce escreve que a narrativa de Tolkien ecoa o relato de Virgílio, mas varia a história. Assim, Morgoth ataca enquanto a guarda de Gondolin está baixa durante uma grande festa, enquanto os troianos celebravam a aparente retirada dos gregos, com a adição da traição. O Cavalo de Troia levou os gregos para dentro de Troia, onde incendiaram a cidade, paralelamente às serpentes de fogo que carregaram "centenas de Balrogs" para Gondolin. As serpentes de Tolkien são comparáveis às grandes serpentes com "olhos ardentes, flamejantes e cheios de sangue, suas línguas tremulando em bocas sibilantes" que matam o sumo sacerdote Laocoonte e seus filhos. Eneias e sua esposa Creusa se separam durante a fuga; o fantasma dela implora que ele parta quando ele a procura, e ele viaja para a Itália; em contraste, Tuor e Idril escapam juntos para o Sirion, eventualmente navegando dali para Valinor. Marco Cristini acrescenta que ambas as cidades são fatalmente atacadas durante uma festa; seus heróis deixam suas esposas para lutar, e ambos veem seus reis morrerem. Cristini comenta ainda que "a analogia mais evidente é, talvez, o comportamento de Creusa e Idril, que se agarram aos joelhos de seus maridos para impedi-los de voltar à batalha quando toda esperança está perdida". Estudiosos notaram que o próprio Tolkien traçou paralelos clássicos para o ataque, escrevendo que "nem Bablon, nem Ninwi, nem as torres de Trui, nem todas as muitas conquistas de Rûm, que é a maior entre os Homens, viram tal terror como o que caiu naquele dia sobre Amon Gwareth".
J. K. Newman compara a cena em que Sam Gamgee reflete sobre o que é ficção e como ele e Frodo estão em uma história, ou serão incluídos em uma, ao relato de Virgílio sobre Eneias contemplando sua própria história: "Ali, em ordem, ele vê as batalhas travadas em Troia [...] 'Sim', disse ele, 'esta história trará alguma salvação misteriosa' [...] soltando muitos suspiros [...]. Ele até reconheceu a si mesmo no tumulto com os campeões gregos."
Tolkien parece ter baseado uma cena em outra fonte clássica, a peça As Troianas de Eurípides. Maeglin tenta jogar Eärendil, filho de Idril, do muro da cidade, assim como Heitor teve seu filho Astianax jogado das muralhas de Troia. Tolkien altera o desfecho: Eärendil resiste, e Tuor chega a tempo de resgatá-lo, jogando Maeglin das muralhas em seu lugar.

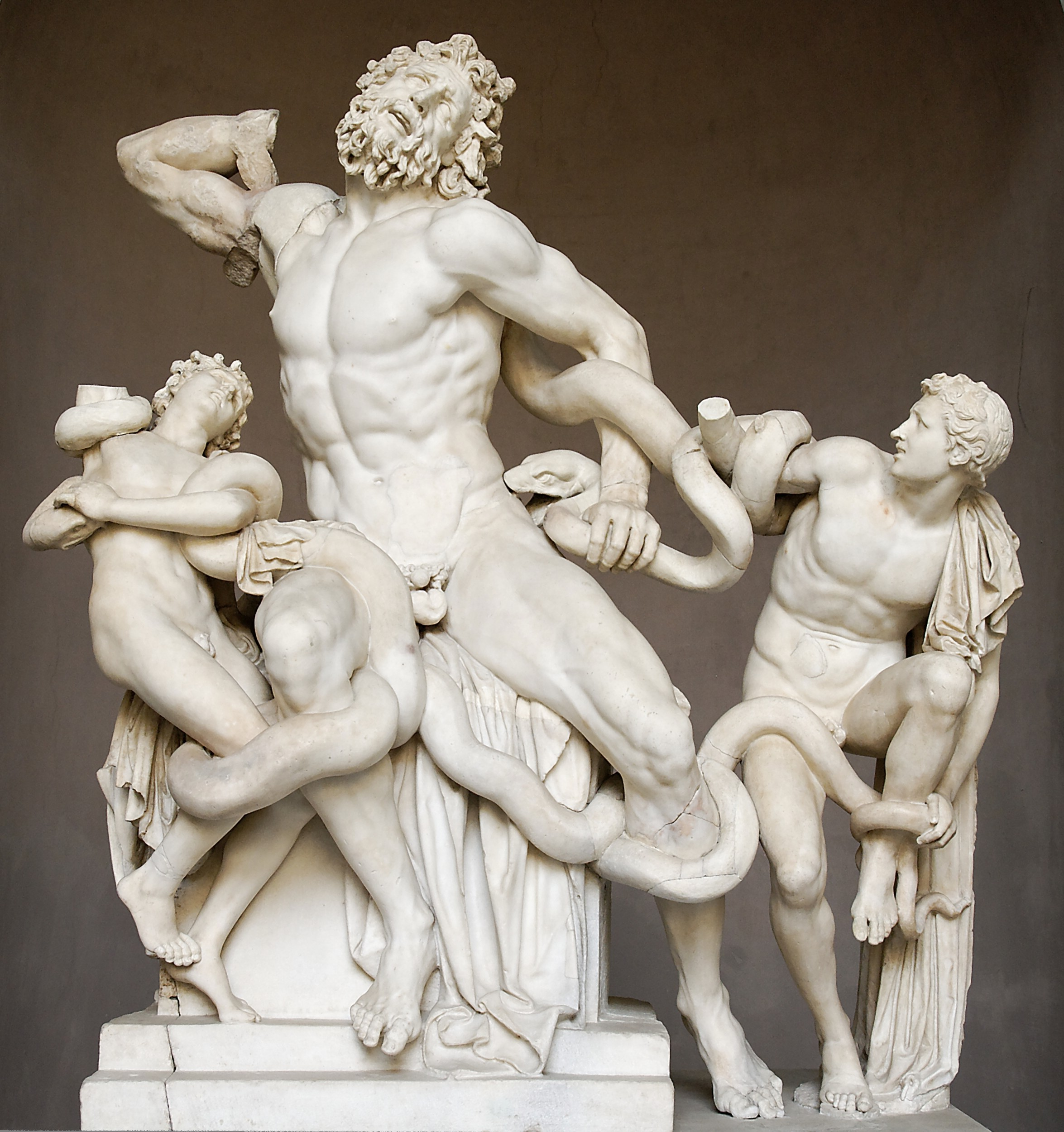
As serpentes de fogo de Tolkien são paralelas às grandes serpentes de Virgílio que matam o sacerdote troiano Laocoonte e seus filhos na queda de Troia.
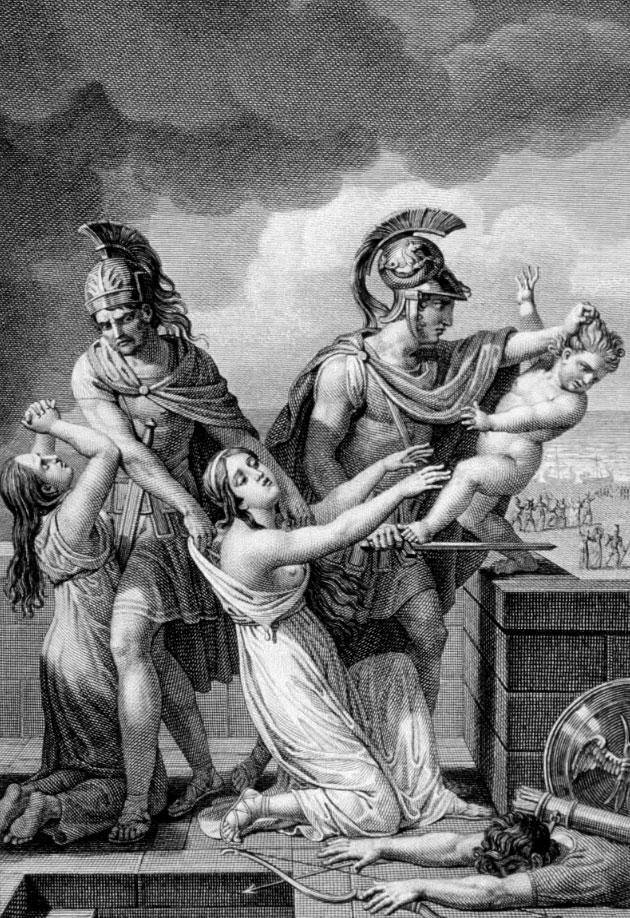
A tentativa frustrada de Maeglin de jogar Eärendil das muralhas da cidade contrasta com o relato de Eurípides sobre o lançamento do jovem Astianax das muralhas de Troia.

### Gondor-Roma
Pippin contemplava com crescente espanto a grande cidade de pedra, mais vasta e esplêndida do que qualquer coisa que ele havia imaginado; maior e mais forte que Isengard, e muito mais bela. No entanto, na verdade, ela estava caindo ano após ano em decadência; e já lhe faltava metade dos homens que poderiam ter vivido ali com conforto. Em cada rua que passavam, havia alguma grande casa ou pátio sobre cujas portas e portões arqueados estavam esculpidas muitas belas letras de formas estranhas e antigas: nomes, Pippin supôs, de grandes homens e linhagens que outrora ali residiram; e, ainda assim, agora estavam silenciosas, e nenhum passo ecoava em seus amplos pavimentos, nem voz era ouvida em seus salões, nem qualquer rosto aparecia em portas ou janelas vazias.

O Senhor dos Anéis, livro 5, cap. 1 "Minas Tirith"
Sandra Ballif Straubhaar [en], em The J. R. R. Tolkien Encyclopedia [en], discute os protótipos do mundo real de Gondor. Ela escreve que, como os Normandos, os fundadores de Gondor, os Númenorianos, chegaram "do outro lado do mar", e que a armadura do príncipe Imrahil com um "avambraço polido" lembra a armadura de placas medieval tardia. Contra essa teoria, ela observa que Tolkien direcionou os leitores para o Egito e Bizâncio. Recordando que Tolkien situou Minas Tirith na latitude de Florença, ela e outros estudiosos sugerem que as semelhanças mais fortes são com a Roma Antiga. Ela identifica vários paralelos: Eneias, de Troia, e  Elendil, de Númenor, ambos sobrevivem à destruição de seus países de origem; os descendentes de Eneias, os irmãos Rômulo e Remo, fundam Roma, enquanto os irmãos Isildur e Anárion fundam os reinos númenorianos de Gondor e Arnor na Terra Média; e tanto Gondor quanto Roma experimentaram uma prolongada "decadência e declínio".
Judy Ann Ford acrescenta, em Tolkien Studies [en], que Gondor é único na Terra Média por possuir cidades construídas de pedra: "a única cultura na memória histórica [dos anglo-saxões] que criou lugares como Minas Tirith foi o Império Romano". Ela comenta que a descrição de Gondor por Tolkien pode ser vista como a decadência e queda de Roma, mas "com um final feliz", pois "de alguma forma resistiu ao ataque de exércitos do leste e [...] foi restaurada à glória". Ela identifica múltiplas semelhanças entre as cidades.

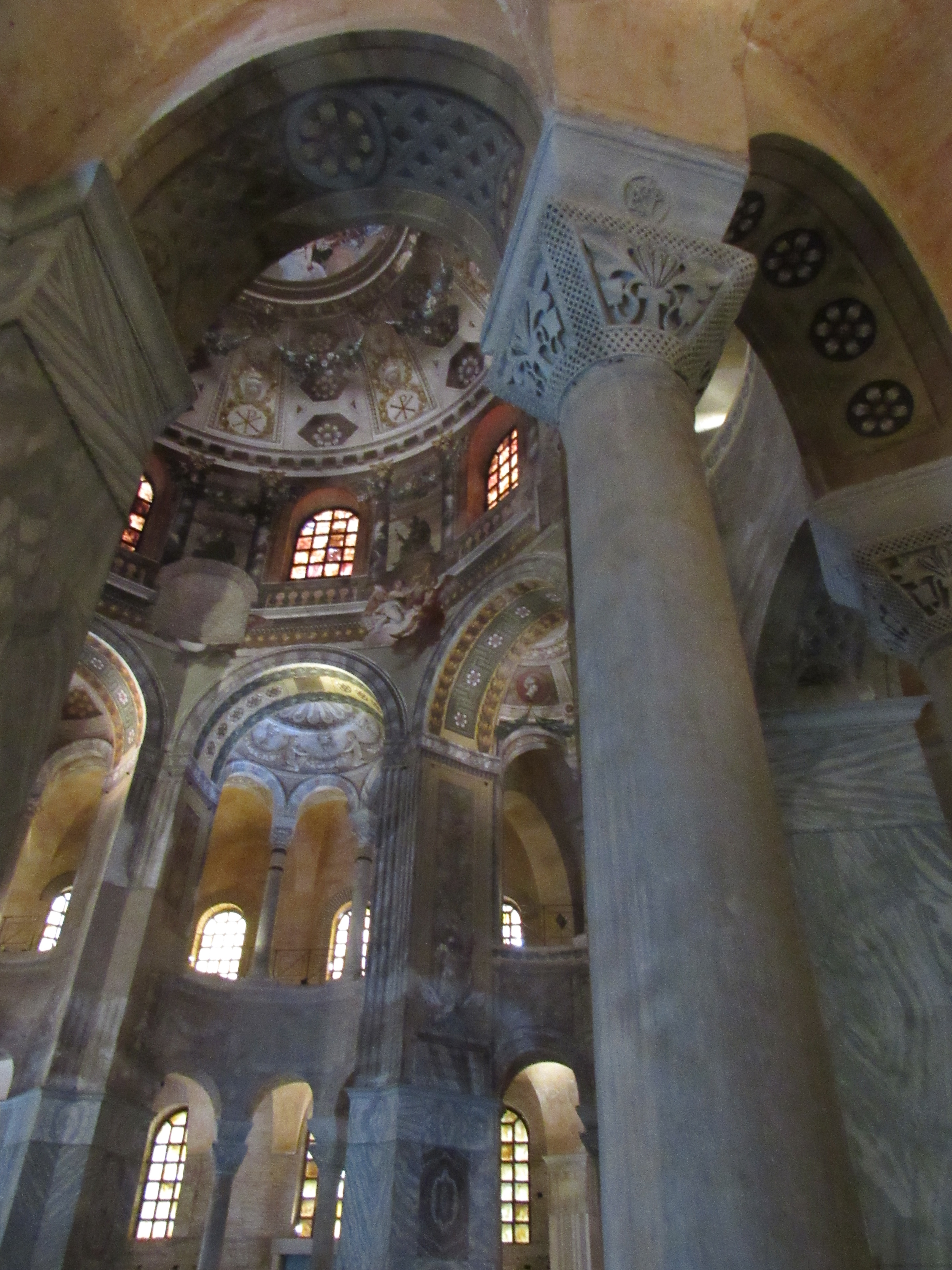
O imponente salão de pedra de Ecthelion de Minas Tirith foi comparado à Basílica de São Vital de Ravenna, do século VI.
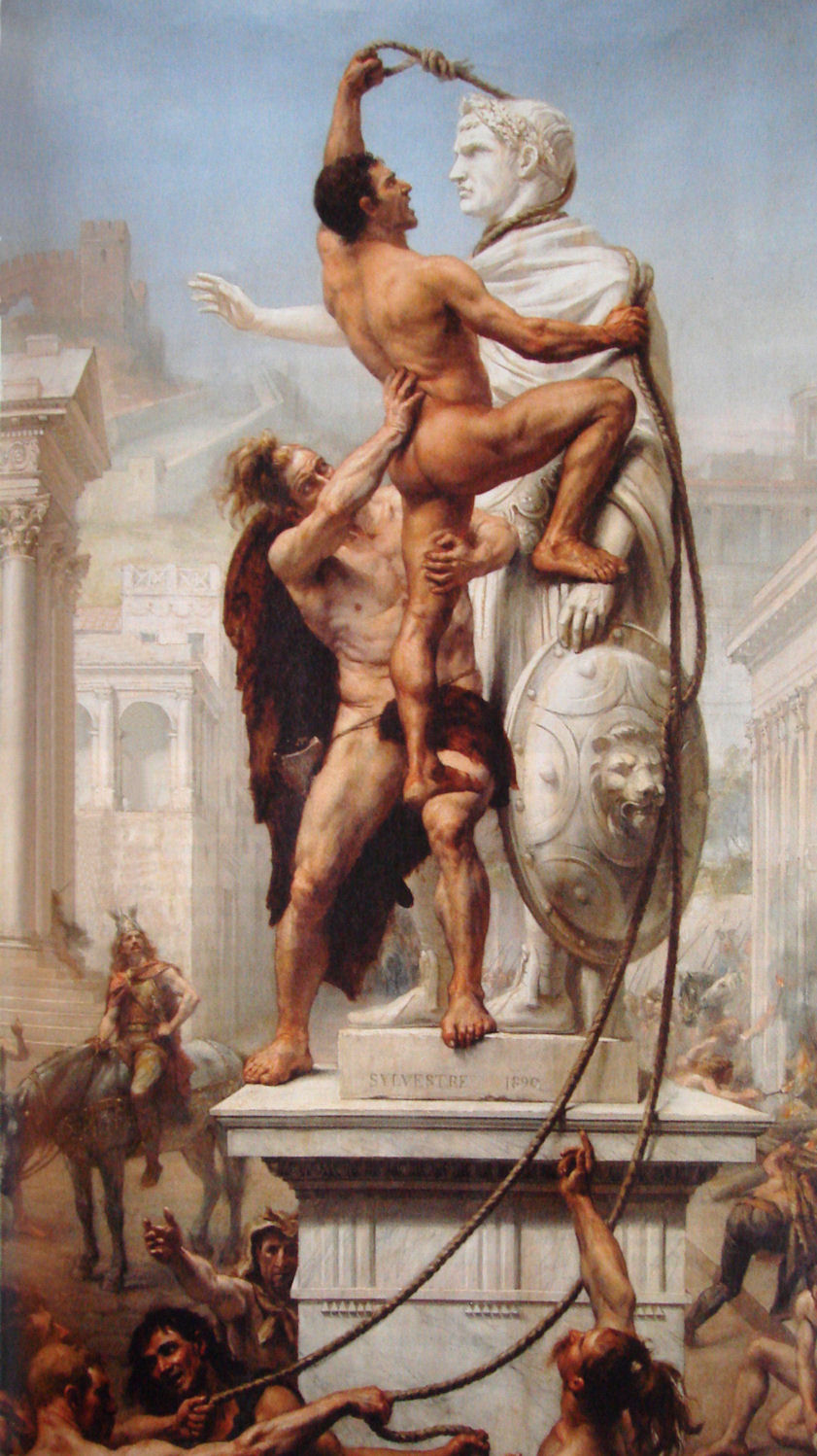
O saque de Roma em 410 d.C. pelos visigodos de Alarico contrasta com o cerco e o resgate de Gondor na Batalha dos Campos de Pelennor: Roma “com um final feliz".

### O Um Anel–O Anel de Giges
A República de Platão narra a história do Anel de Giges, que conferia ao seu portador o poder de invisibilidade, assim como o Um Anel de Tolkien. Ao fazê-lo, criava um dilema moral, permitindo que as pessoas cometessem injustiças sem temer serem descobertas. Em contraste, o Anel de Tolkien exerce ativamente uma força maligna que corrompe a moralidade de quem o usa.
Estudiosos, incluindo Frederick A. de Armas [en], apontam paralelos entre os anéis de Platão e Tolkien. De Armas sugere que tanto Bilbo quanto Giges, ao adentrarem lugares profundos e escuros em busca de tesouros escondidos, podem ter "passado por uma Catábase", uma jornada psicológica ao Submundo.
| Elementos da história | A República                                                                      | Terra Média |
| --------------------- | -------------------------------------------------------------------------------- | --- |
| Poder do anel         | Invisibilidade                                                                   | Invisibilidade e corrupção de quem o usa                                                                              |
| Descoberta            | Giges encontra o anel em um abismo profundo                                      | Bilbo encontra o anel em uma caverna profunda                                                                         |
| Primeiro uso          | Gyiges conquista a rainha, mata o rei, torna-se rei da Lídia (um propósito ruim) | Bilbo coloca o anel por acidente, fica surpreso por Gollum não o ver, usa-o para escapar do perigo (um bom propósito) |
| Resultado moral       | Falha total                                                                      | Bilbo sai fortalecido                                                                                                 |

O estudioso de Tolkien, Eric Katz, escreve que "Platão argumenta que tal corrupção [moral] ocorrerá, mas Tolkien mostra essa corrupção por meio dos pensamentos e ações de seus personagens". Platão defende que uma vida imoral não é desejável, pois corrompe a alma. Assim, segundo Katz, para Platão, uma pessoa moral encontra paz e felicidade e não usaria um Anel de Poder. Na visão de Katz, a história de Tolkien "demonstra várias respostas à questão levantada por Platão: uma pessoa justa seria corrompida pela possibilidade de um poder quase ilimitado?". A questão é respondida de diferentes maneiras: o monstro Gollum é fraco, rapidamente corrompido e, por fim, destruído; Boromir, filho do Regente de Gondor, começa virtuoso, mas, como o Giges de Platão, é corrompido "pela tentação do poder" do Anel, mesmo querendo usá-lo para o bem, mas se redime ao defender os hobbits até a morte; a "forte e virtuosa" Galadriel, que percebe claramente o que se tornaria se aceitasse o Anel e o rejeita; o imortal Tom Bombadil, imune ao poder corruptor do Anel e ao seu dom de invisibilidade; Sam, que, em um momento de necessidade, usa o Anel fielmente, mas não se deixa seduzir pela visão de "Samwise, o Forte, Herói da Era"; e, finalmente, Frodo, que é gradualmente corrompido, mas é salvo por sua misericórdia anterior para com Gollum e pela obsessão de Gollum pelo Anel. Katz conclui que a resposta de Tolkien à questão de Platão "Por que ser moral?" é "ser você mesmo".

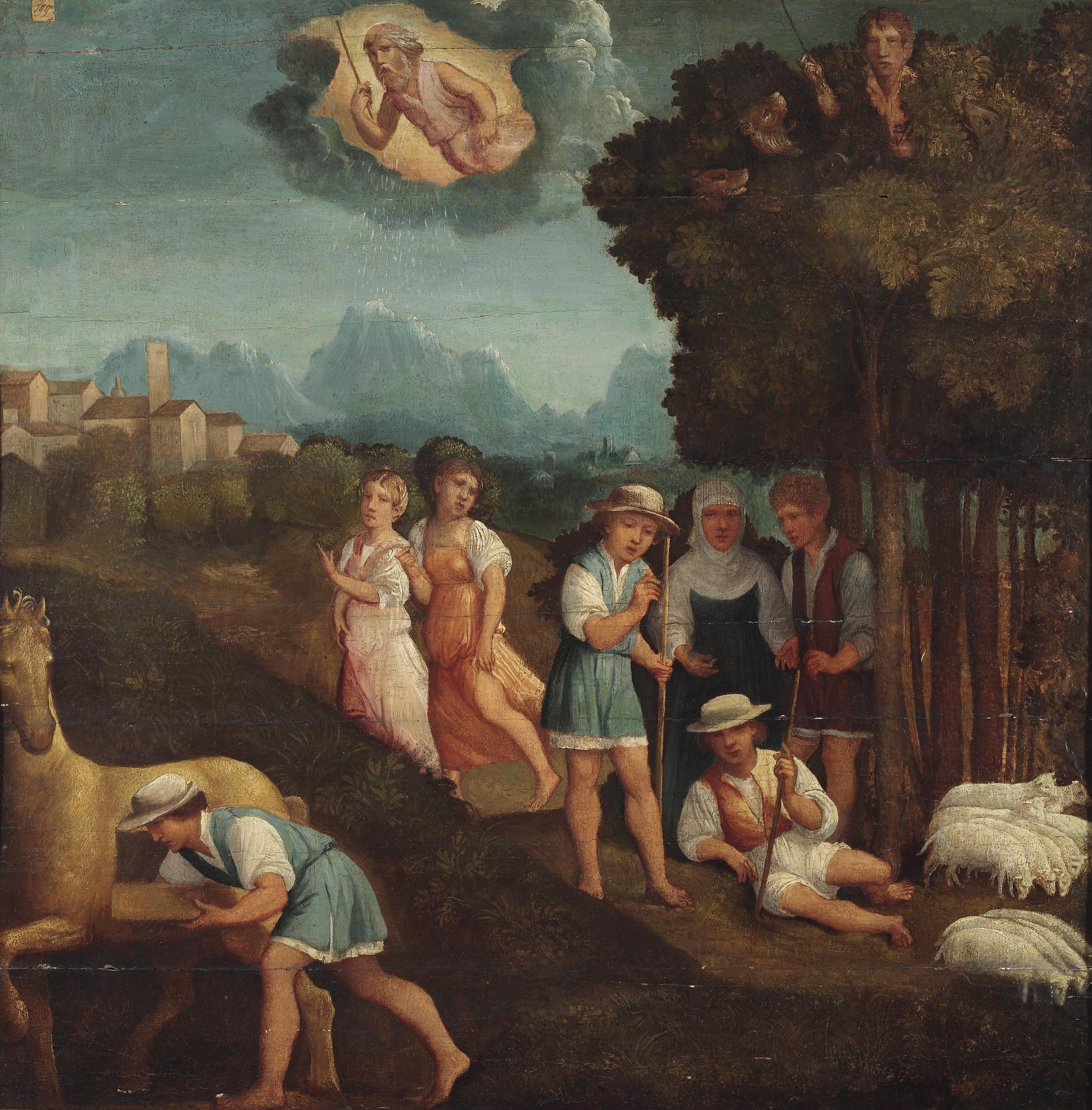
O pastor Giges da República de Platão encontra o anel mágico, criando um dilema moral. Ferrara, século XVI.

### Beren e Lúthien–Orfeu
Elena Capra escreve que Tolkien utilizou o poema medieval Sir Orfeo, baseado no conto clássico de Orfeu e Eurídice, mas transposto para a Inglaterra, tanto para o reino élfico de O Hobbit quanto para sua história de Beren e Lúthien [en] em O Silmarillion. Isso, por sua vez, influenciou seu "Conto de Aragorn e Arwen". Na visão de Capra, o ingrediente-chave de Sir Orfeo foi a conexão política "entre a recuperação da amada do protagonista e o retorno à responsabilidade real".
Peter Astrup Sundt traça paralelos entre Beren e Orfeu, ou melhor, entre Beren e Lúthien e o personagem clássico, pois é Lúthien, e não Beren, quem possui poderes mágicos, e, longe de ser uma Eurídice passiva, ela também vai cantar para Mandos, o Vala que guarda as almas dos mortos.
| Ação/temática                   | Beren                                                         | Orfeu                                               | Lúthien       |
| ------------------------------- | ------------------------------------------------------------- | --------------------------------------------------- | ------------- |
| Vínculo com a natureza          | Sim                                                           | Sim                                                 | Sim           |
| Busca desesperada por um amante | Sim (The Lays of Beleriand [en])                              | Sim                                                 |               |
| Chamada repetida de seu nome    | "Tinuviel! Tinuviel!"                                         | "Eurydicen [...] Eurydicen" (Geórgicas de Virgílio) |               |
| Catábase, descida ao submundo   | “Desce” para Doriath, a cidade “perigosa, terrível, proibida” | Sim                                                 |               |
| Mãe mágica e musical            |                                                               | A musa Calíope                                      | A Maia Melian |
| Canção poderosa                 |                                                               | Sim                                                 | Sim           |
| Poderes mágicos                 |                                                               | Sim                                                 | Sim           |
| Pede o retorno do amante        |                                                               | Para Plutão e Proserpina                            | Para Mandos   |

Ben Eldon Stevens identifica paralelos semelhantes, mas acrescenta que a reinterpretação de Tolkien contrasta fortemente com o mito. Enquanto Orfeu quase consegue resgatar Eurídice de Hades, Lúthien salva Beren três vezes: da fortaleza-prisão de Sauron em Tol-in-Gaurhoth, usando o canto; de Angband, de Morgoth, com os Silmarils; e ao convencer Mandos a restaurar ambos à vida. Stevens observa que, no mito original, Eurídice sofre "uma segunda morte", seguida logo pelo luto de Orfeu, enquanto Tolkien faz Lúthien e Beren desfrutarem de "uma segunda vida". Stevens destaca que Tolkien reconheceu que essa versão, culminando em uma ressurreição, incorporava uma "diferença religiosa" em relação ao mito grego, descrevendo-a em uma de suas cartas como "uma espécie de lenda de Orfeu ao inverso, mas de Piedade, não de Inexorabilidade".

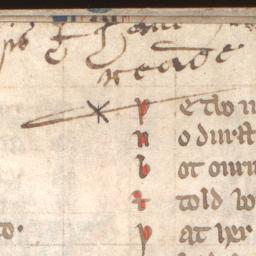
Tolkien usou o poema medieval Sir Orfeo, que começa com   “Orfeo era um rei,  Em Inglond um senhor de si mesmo”  para seu Conto de Aragorn e Arwen.
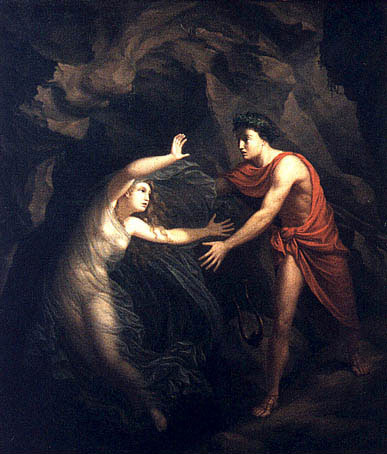
No mito clássico, Orfeu quase resgata Eurídice do Hades, mas ela acaba morrendo em uma segunda morte. Na versão de Tolkien, Lúthien interpreta Orfeu em vez de Eurídice, resgatando Beren três vezes, e eles desfrutam de uma segunda vida juntos.

### Outras influências
Tolkien relacionou os mûmakil dos  Haradrim na Batalha dos Campos do Pelennor aos elefantes de guerra de Pirro de Epiro em sua invasão de Roma no século III a.C.
Charles Oughton compara a Batalha do Abismo de Helm de Tolkien ao relato de Lívio sobre a defesa heroica de Horácio Cocles da ponte Pons Sublicius em Roma. Os heróis Aragorn,  Éomer e Gimli contêm o exército de orcs; Horácio resiste ao exército dos Etruscos na ponte. Oughton identifica múltiplas correspondências entre os dois relatos. Algumas dessas não estão presentes no poema "Horatius [en]" de Thomas Babington Macaulay, que reconta a história de Lívio, embora Oughton sugira que Tolkien também usou Macaulay para alguns detalhes.
O estudioso de literatura inglesa Charles A. Huttar [en] compara a combinação de um monstro com tentáculos, o  Observador na Água, e o "portão que se fecha" quando a Sociedade passa pelas Portas de Durin, apenas para o Vigilante destruir as rochas atrás deles, às Rochas Errantes da mitologia grega perto da entrada do Submundo, e à passagem de Odisseu entre a devoradora Cila e o redemoinho Caríbdis.
Verlyn Flieger [en] descreve Fëanor como uma figura prometeica, um "excedente cujos excessos são punidos, mas cujas realizações conseguem trazer [...] uma centelha que pode elevar a humanidade".
J. K. Newman compara o mito de Elendil e a derrota de Sauron com a conquista do Velo de Ouro por Jasão. Em ambos, um prêmio dourado é obtido; em ambos, há consequências nefastas – o filho de Elendil, Isildur, é traído e o Anel é perdido, levando à Guerra do Anel e à missão de Frodo; Medeia assassina os filhos de Jasão.
Julian Eilmann argumenta que a história de  Túrin, frequentemente descrita vagamente como "trágica", se encaixa no padrão da teoria da tragédia de Aristóteles, conforme descrita em sua Poética, e, consequentemente, desperta "fortes respostas emocionais de piedade e choque". Os elementos de Aristóteles, como peripécia ou reversão de circunstâncias, anagnórise ou momentos de descoberta crítica, e pathos ou apelo emocional, estão todos presentes, confirmando que a história é, de fato, trágica.
John Garth [en] compara o paraíso terrestre de Valinor, protegido pela muralha montanhosa dos Pelóri, ao paraíso grego de Hiperbórea, protegido "atrás do vento norte por uma enorme cadeia montanhosa".
Gloria Larini compara os Trolls de O Hobbit ao gigante de um olho só Polifemo na Odisseia de Homero. Hamish Williams argumenta que as ideias de Tolkien sobre os Trolls evoluíram do mito nórdico para um monstro semelhante a Polifemo, à medida que ele passou a ver a força bruta como oposta ao uso civilizado da cultura e da magia, no contexto de comparar a "jornada de hospitalidade" de O Hobbit à da Odisseia.

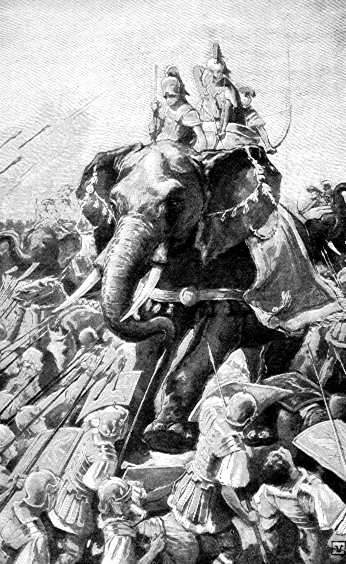
Tolkien relacionou o mûmakil dos Haradrim com os elefantes de guerra de Pirro do Épiro em sua invasão de Roma.
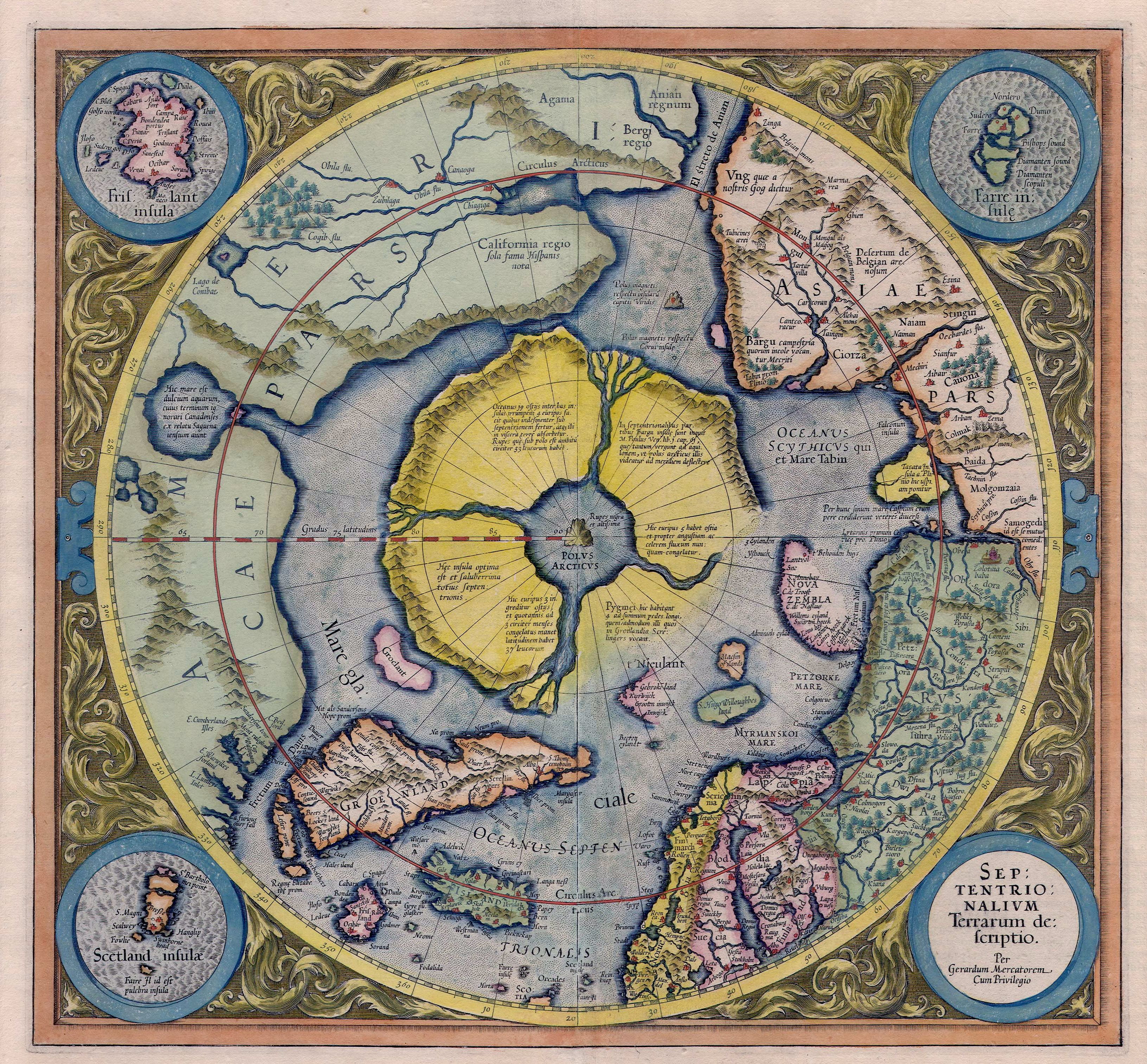
Um continente ártico no polo norte, protegido por um anel de montanhas, neste mapa de 1623, como a Hiperbórea grega ou a Valinor de Tolkien com sua parede de montanhas Pelóri.
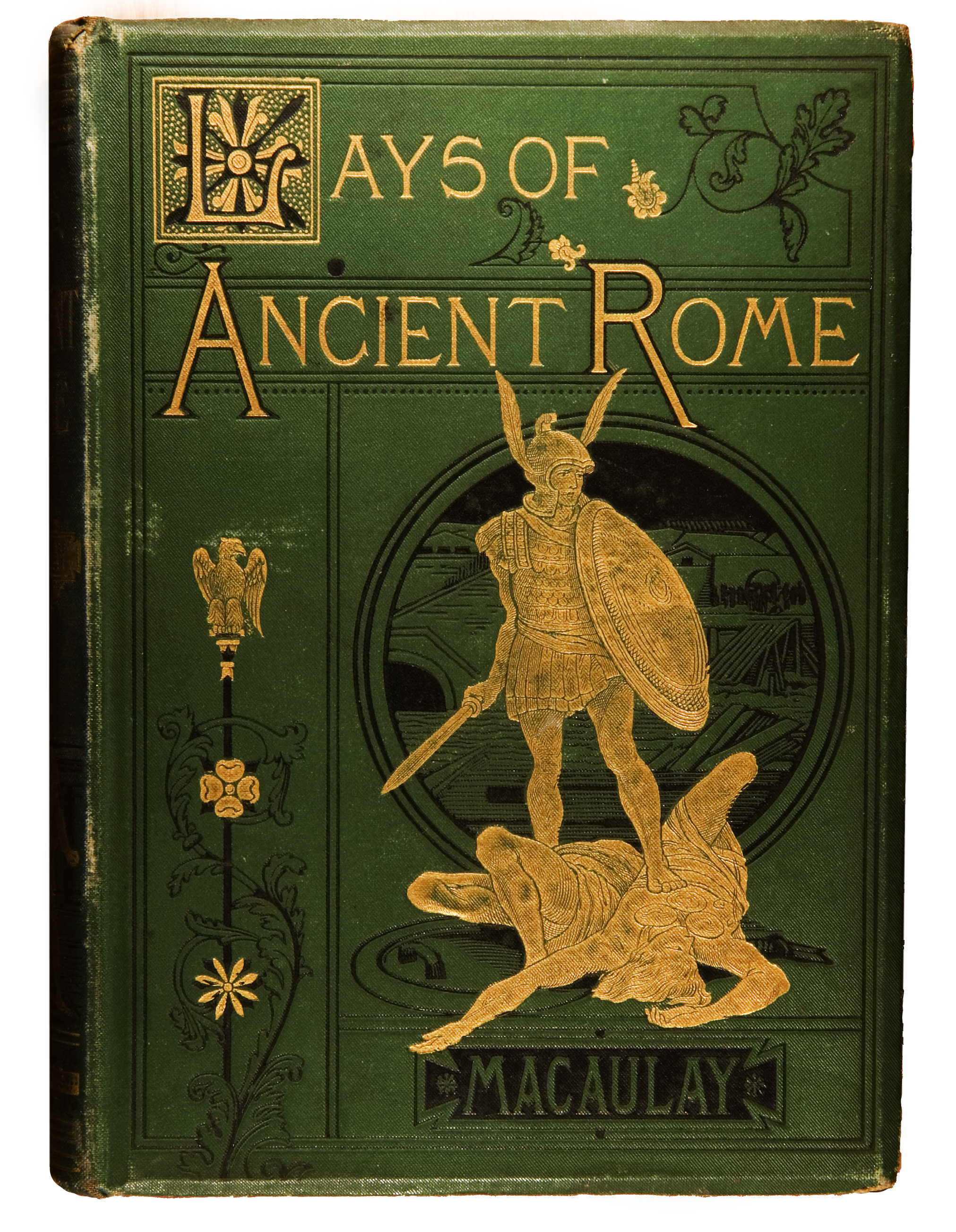
Tolkien utilizou a história de Lívio sobre a defesa heroica da ponte por Horácio Cocles, talvez em parte por meio da versão de Macaulay em seu Lays of Ancient Rome de 1842.

## Ithilien: Mediterrâneo, mas não necessariamente clássico
Philip Burton, ao examinar aspectos filológicos e botânicos das obras de Tolkien, conclui que Tolkien parece enfatizar consistentemente a "unidade subjacente dos mundos do Mediterrâneo e do norte da Europa" e demonstra repetidamente interesse em "coisas associadas ao Mediterrâneo, mas não distintamente 'clássicas'". Um exemplo claro é a vegetação mediterrânea da província sulista de Ithilien:
| “ | Ithilien, o jardim de Gondor, agora desolado, ainda mantinha uma beleza desgrenhada de dríade. Muitas grandes árvores cresciam ali, ... e havia bosques e matagais de tamarisco e terebinto pungente, de oliveira e de laurissilva; e havia zimbros e murtas; e tomanilhos que cresciam em arbustos, ... sálvias de muitos tipos com flores azuis, vermelhas ou verde-claras; e manjeronas e salsas recém-brotadas, e muitas ervas de formas e aromas além do conhecimento de jardinagem de Sam. As grutas e paredes rochosas já estavam salpicadas de saxífragas e sedums. primaveras e anêmonas despertavam nos bosques de avelã; e asfódelos e muitas flores de lírio balançavam suas cabeças semiabertas ... Grandes azevinhos de enorme circunferência erguiam-se escuros e solenes em amplas clareiras ... e havia acres povoados com as folhas de jacintos silvestres: | ” |

Semelhanças de Ithilien com a Itália
Tolkien faz alusão às dríades, ninfas clássicas das árvores, em sua descrição de Ithilien.
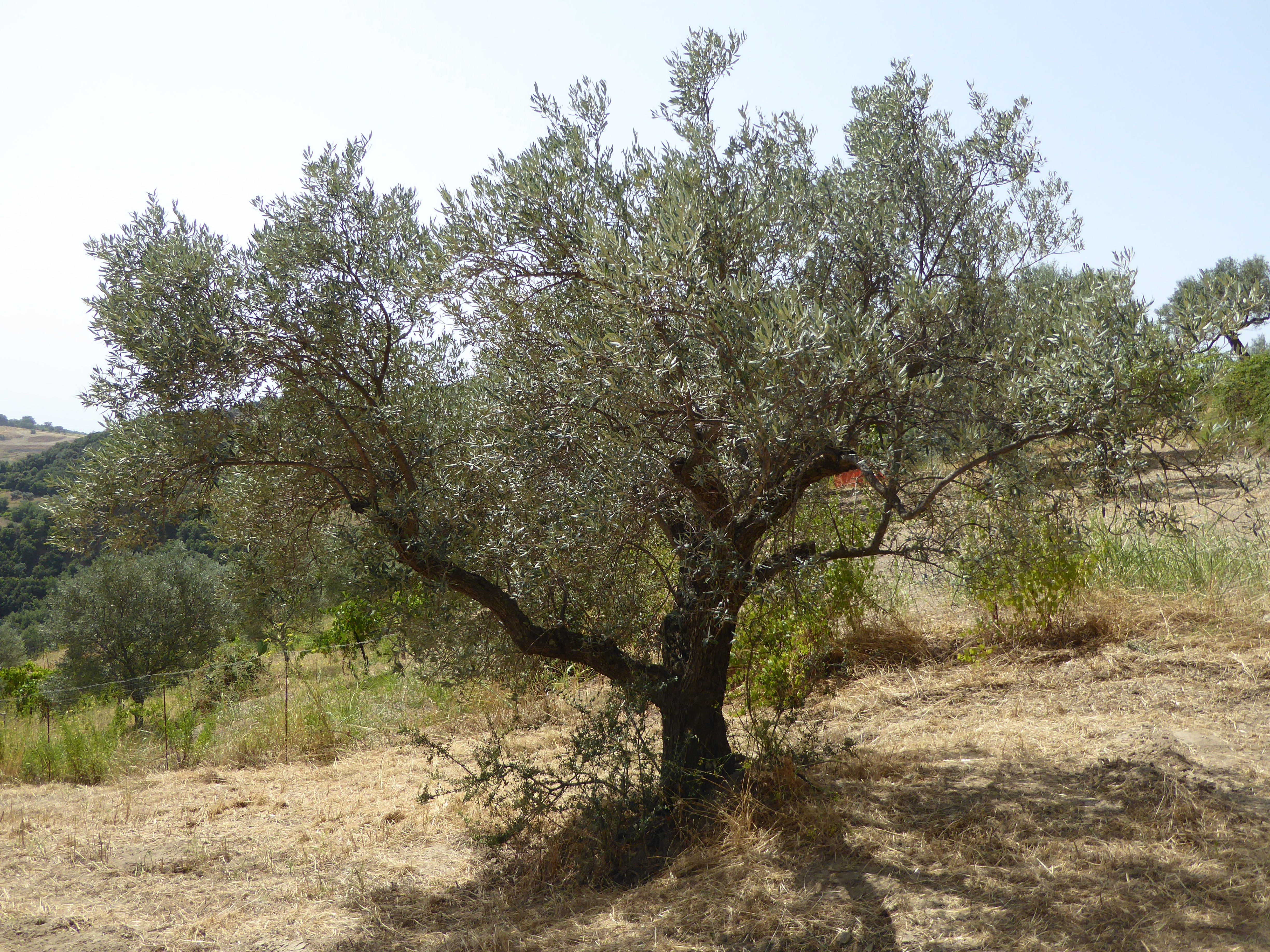
Diz-se que Ithilien é o lar da oliveira, uma árvore da bacia do Mediterrâneo.
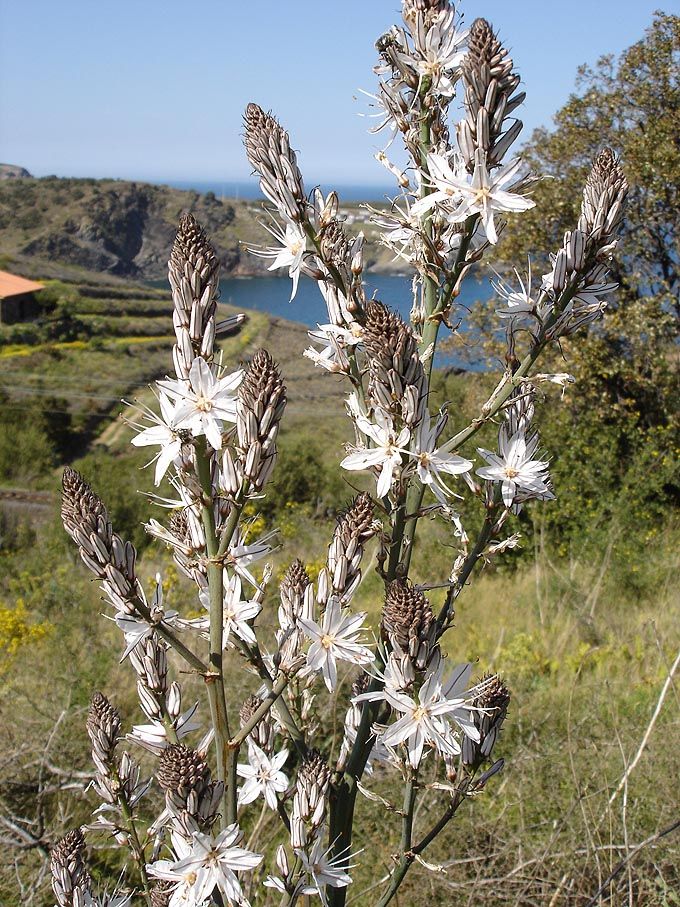
Asphodel, uma das ervas mediterrâneas encontradas em Ithilien.

Burton reconhece que a menção às dríades (ninfas das árvores) é "certamente [...] marcadamente clássica" e cita a identificação de Richard Jenkyns [en] da paisagem descrita como mediterrânea: "Ithilien é a Itália, como o nome implica". Ainda assim, Burton comenta que muitos dos nomes das plantas, aparentemente "uma exibição de léxico grego e latino", na verdade "apontam para além do estritamente 'clássico'". Assim, o elemento -nth- em "terebinto" e "jacinto" foi considerado anterior ao grego, vindo da Ásia Menor. "Lírio" tem origem egípcia e já havia chegado à Inglaterra no século X. Muitas das plantas, escreve Burton, são familiares o suficiente no norte da Europa para que possam "perder completamente suas associações estrangeiras".

De acordo com Philip Burton, Ithilien de Tolkien tem conexões mediterrâneas e clássicas.

Na visão de Burton, Tolkien, "um indo-europeísta por formação", não consegue tratar a Grécia ou Roma clássicas como "a fonte da civilização ocidental", já que elas fazem parte de uma cultura eurasiática. Além disso, o catolicismo de Tolkien o leva a focar na encarnação de Cristo, e não em alguma tradição secular de civilização. Burton comenta que, como a encarnação está situada no mundo clássico, esse mundo "tem um apelo peculiar para nosso interesse", mas Tolkien era igualmente atraído por ecos da história em outras "tradições míticas". Garth, um dos biógrafos de Tolkien, observa que Tolkien buscava criar  uma mitologia para a Inglaterra que fosse "repleta do nosso 'ar' [...] não da Itália ou do Egeu, muito menos do Oriente", e que, ao fazer isso, ele conseguiu "tomar emprestadas ideias clássicas sem adotar sua atmosfera".

## O efeito dos filmes deO Senhor dos Anéisde Jackson na Grécia e Roma cinematográficas
Antony Keen, autor sobre a recepção dos clássicos no cinema e na ficção científica, escreve que os filmes de O Senhor dos Anéis de Peter Jackson, de 2001 a 2003, tiveram uma influência poderosa na representação da era clássica no cinema. Um efeito, ele argumenta, foi o foco em heróis da mitologia grega, com uma mudança de Roma, vista como um cenário histórico, para a Grécia, percebida como mais mítica. Outro efeito é a adição de monstros; um terceiro, a imitação das cenas de batalha de Jackson; e um quarto, o uso de estrelas de Jackson em filmes do mundo clássico. Keen cita o filme de 2004 Troia como um exemplo inicial, com Orlando Bloom, que interpretou o arqueiro élfico Legolas para Jackson, aparecendo novamente como "um arqueiro habilidoso", Páris. Além disso, suas batalhas utilizam "amplas tomadas aéreas de exércitos em CGI" e "um assalto a uma muralha defendida", semelhante à representação de Jackson da Batalha do Abismo de Helm.
Keen observa que quatro filmes ambientados, pelo menos em parte, na Britânia romana utilizam algo muito semelhante ao estilo de Jackson de "filmagens aéreas, feitas de helicópteros, mostrando grupos de personagens atravessando a paisagem". Esses filmes são Rei Arthur de 2004; A Última Legião de 2007; Centurião de 2010; e A Águia da Legião Perdida de 2011. Os filmes também usam "um certo grau de canto não verbal no estilo celta", que Keen supõe ser uma imitação da música de Howard Shore para os filmes de O Senhor dos Anéis. Ele sugere, além disso, que esses filmes adotaram alguns dos tropos de Jackson, como o fato de a história ser um tanto mitológica ou fantástica.
O uso de monstros também se tornou disponível para diretores de cinema; Keen menciona os "Imortais" no filme de 2006 300 como "ecoando os Orcs", enquanto seu "Imortal Supremo", uma adição ao quadrinho em que o filme se baseia, lembra o troll das cavernas de Jackson.

### J. R. R. Tolkien
1. 1 2  (Carpenter 2023, #131 para Milton Waldman, final de 1951)
2. ↑  (Tolkien 1977), "Ainulindalë"
3. ↑  (Carpenter 2023, #156 para Robert Murray, 4 de novembro de 1954)
4. ↑  (Tolkien 1954, Livro 3, Cap. 3: "Os Uruk-hai")
5. 1 2  (Carpenter 2023, Cartas 131, 154, 156, 227, 252)
6. ↑  (Tolkien 1977), "Akallabêth"
7. ↑  (Carpenter 2023, Carta 257 para Christopher Bretherton, 16 de julho de 1964)
8. ↑  (Tolkien 1992), "The Notion Club Papers", p. 249
9. ↑  (Tolkien 1954a, Livro 1, Cap. 2 "A Sombra do Passado")
10. ↑  (Carpenter 2023, #153, Setembro de 1954, para Peter Hastings)
11. ↑  (Tolkien 1954, Livro 4, Cap. 7, "Jornada para a Encruzilhada")

- Tolkien, J. R. R. (1954a). The Lord of the Rings: The Fellowship of the Ring [O Senhor dos Anéis: A Sociedade do Anel]. Boston: Houghton Mifflin. OCLC 9552942
- Tolkien, J. R. R. (1954). The Lord of the Rings: The Two Towers [O Senhor dos Anéis: As Duas Torres]. Boston: Houghton Mifflin. OCLC 1042159111
- Tolkien, J. R. R. (1977).  Tolkien, Christopher, ed. The Silmarillion [O Silmarillion]. Boston: Houghton Mifflin. ISBN 978-0-395-25730-2
- Tolkien, J. R. R. (1992).  Tolkien, Christopher, ed. Sauron Defeated [Sauron derrotado]. Boston, Nova Iorque e Londres: Houghton Mifflin. ISBN 0-395-60649-7